# Grande synagogue chorale de Riga
La grande synagogue chorale de Riga (letton : Rīgas Horālā sinagoga, hébreu : בית הכנסת כורל של ריגה) était la plus grande synagogue de Riga, jusqu'à sa destruction le 4 juillet 1941.
La synagogue est planifiée en 1868 par l'architecte Paul von Hardenack et le bâtiment fut achevé en 1871. L'architecture est un mélange de plusieurs styles différents avec une dominante pour le style néo-Renaissance. La synagogue était célèbre dans toute la ville pour ses chantres et ses chœurs.
Pendant la Seconde Guerre mondiale, le 4 juillet 1941, la synagogue est incendiée par des nationalistes et de nombreux Juifs y sont brûlés vifs. 
Après la guerre, les débris sont dégagés et un monument est érigé sur le terrain. En 2007, à côté des ruines, un monument en hommage à des Justes parmi les nations, tels que Jānis Lipke, est inauguré. Le mémorial commémore tous ceux qui ont contribué à sauver des Juifs d'une mort certaine.

## Galerie

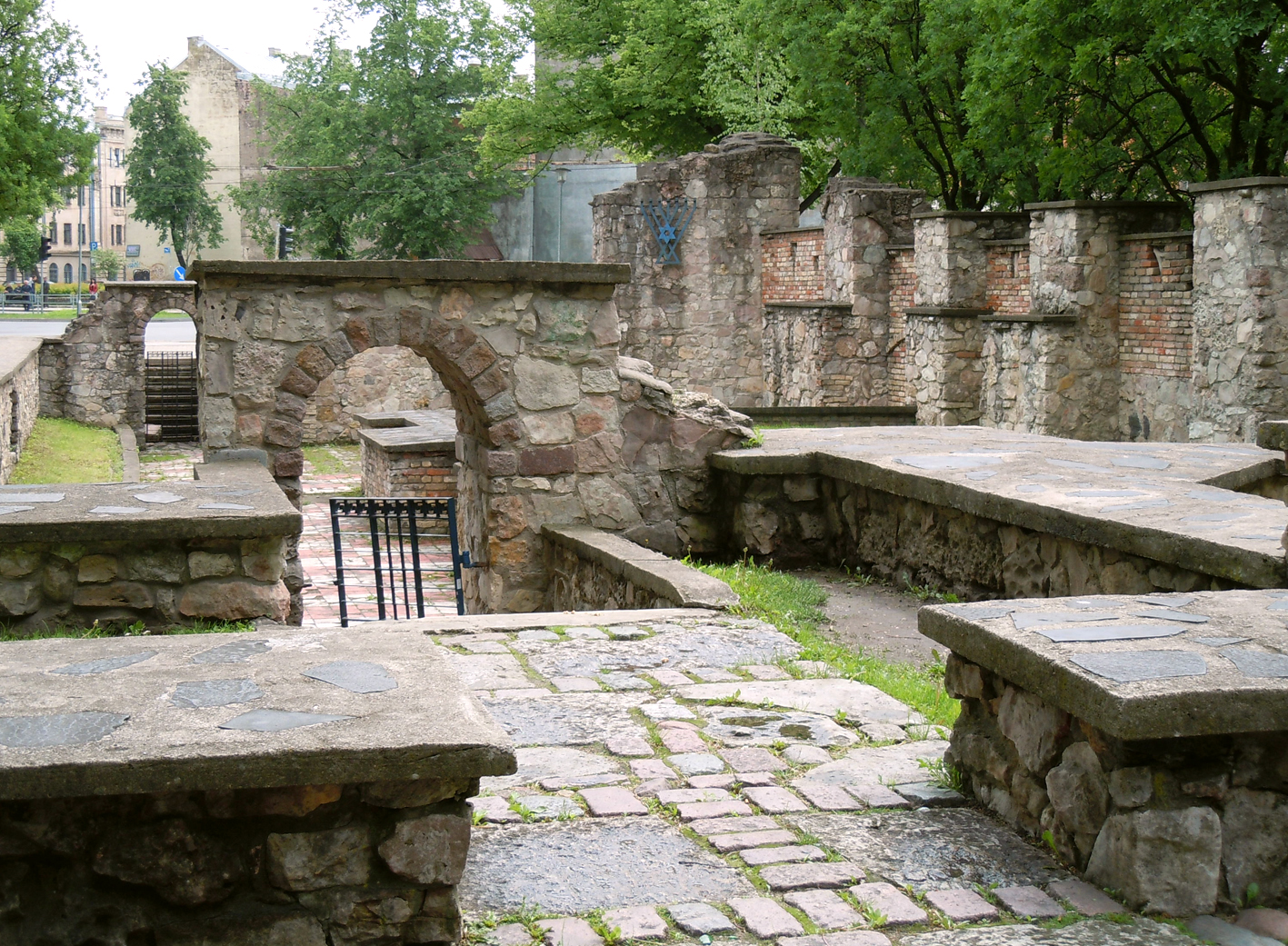
Les ruines de la synagogue.
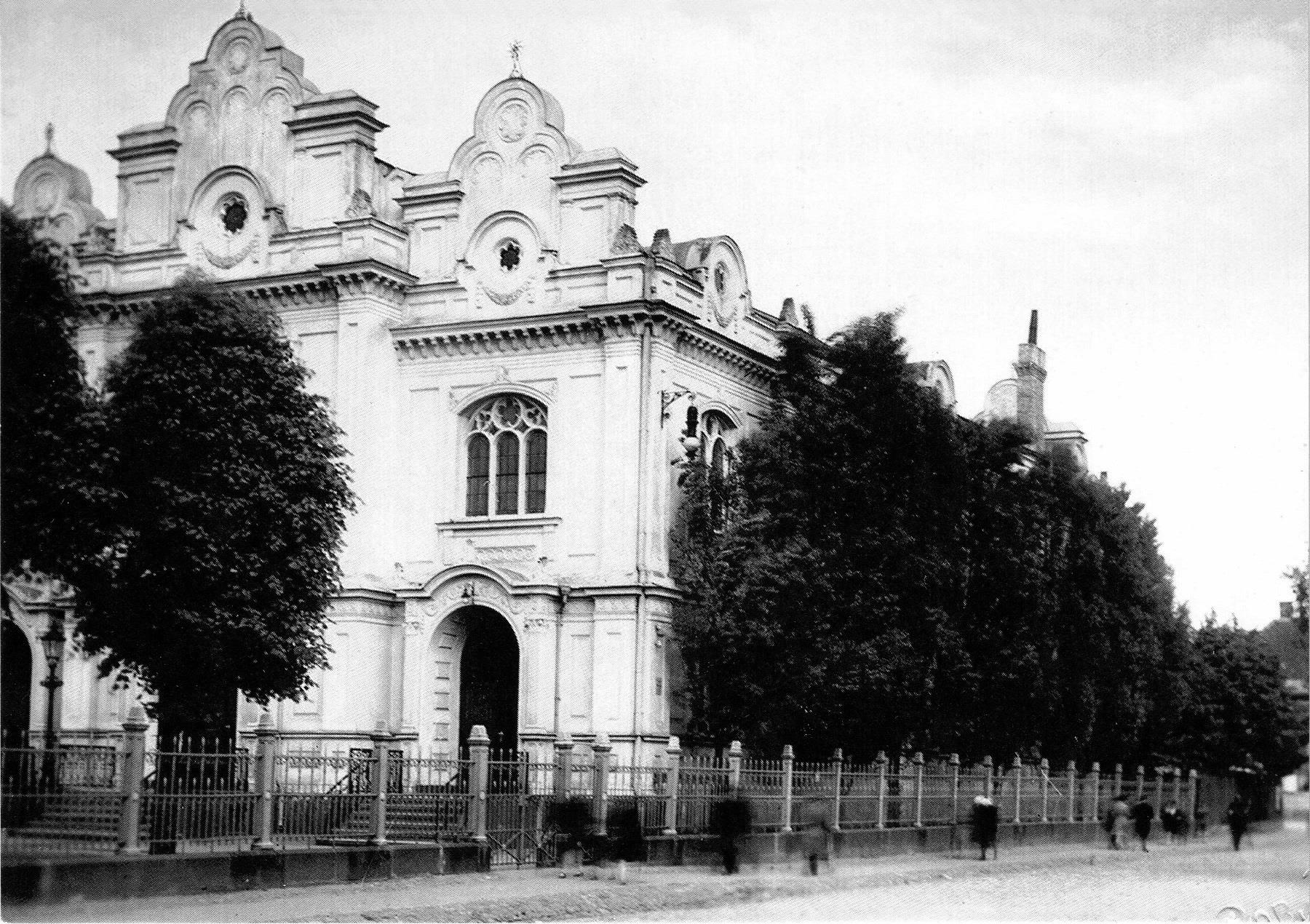
Grande synagogue chorale dans les années 1930.